# 煤山镇
煤山镇是中华人民共和国浙江省湖州市長興縣下辖的一个镇。
2015年5月8日，浙江省人民政府批复同意撤销煤山镇、白岘乡、槐坎乡建制，合并设立新的煤山镇。调整后，新的煤山镇辖1个社区、2个居民区、24个行政村，镇政府驻煤鑫街1号。

## 行政区划
煤山镇下辖以下村级行政区划单位：
南街社区、北街社区、西川村、东川村、新源村、五通村、新安村、煤山村、新民村、尚儒村、新川村、白岘社区、五通山村、三洲山村、访贤村、罗岕村、白岘村、和岕口村、槐坎社区、祠山村、六都村、新槐村、礼贤岕村、抛渎岗村、平丰村、十月村、东风村和仰峰村。

## 交通
- 长牛铁路：煤山站